# علی‌آباد پوزه روغن چراغی
علی‌آباد پوزه روغن چراغی ، روستایی از توابع بخش مرکزی شهرستان داراب در استان فارس ایران است.

## جمعیت
این روستا در دهستان هشیوار قرار دارد و براساس سرشماری مرکز آمار ایران سرشماری عمومی نفوس و مسکن(۱۳۹۲) در سال ۱۳۹۲، جمعیت آن ۲۸۶ نفر (۶۳خانوار) بوده‌است.